# Perkő
Perkő vagy Perkő-tető egy hegy a Keleti-Kárpátokban, Románia területén, Kovászna megyében. Perkő a Répát-hegység legdélibb nyúlványa, Felső-Háromszék oltárhegye. Tengerszint feletti magassága 719 m.
Sárgás színű csillámban gazdag meszes cementezésű úgynevezett tarkői típusú homokkövekből és agyagpala közbetelepülésekből épül fel. A hegyről rálátás nyílik az egész Háromszéki-medencére, a Csíki- és a Bodoki havasokra.
A hagyomány szerint a tetőn mondtak ítéletet Kézdiszék népe peres ügyeiben, innen eredhet a Perkő elnevezés. A tetőn álló 13. századi római katolikus Szent István-kápolna, mely a tatárjáráskor elpusztított Szentlélek várának helyén épült, a háromszékiek leghíresebb műemlék búcsújáró helye augusztus 20-án, Szent István király napján. A 2007 augusztusában zajló Háromszéki Magyarok Világtalálkozójának is egyik helyszínéül szolgált.

## Megközelítése
Vasúton a Kézdivásárhelyről Bereck irányába haladó személyvonattal Kézdiszentlélekig utazva, onnan pedig gyalog továbbhaladva érhető el.
Autóval a Kézdivásárhelyt Csíkkozmással összekötő DN11B számú országúton Kézdiszentlélekig utazva, onnan pedig gyalog továbbhaladva érhető el.

## Lásd még
- Székelyföldi hegyek listája

## Külső hivatkozások
- A Perkő-kápolnáról a Magyar katolikus lexikonban
- Virtuális Székelyföld, Perkő és a Szent István kápolna panoráma képeivel
- Jánó Mihály: A kézdiszentléleki Szent István kápolna. 2015.